# Romana-Americana Bucarest
Le Romana-Americana Bucarest est un club de football roumain basé à Bucarest et aujourd'hui disparu. Il disputait ses matchs à domicile au stade de La Sosea.
Le club a été fondé en 1906 à Ploiești avant d'être déplacé sur Bucarest. Le club est dirigé par des fonctionnaires américains et néerlandais travaillant pour des compagnies pétrolières de la vallée de la Prahova.

Il dispute pour la première fois le championnat de Roumanie de football en 1914, compétition qu'il remporte avant de disparaître au printemps 1916.

## Palmarès
- Championnat de Roumanie : 1915